# Julia Stephen
Julia Prinsep Stephen nata Jackson (7 febbraio 1846 – 5 maggio 1895) è stata una filantropa e modella preraffaellita inglese.

## Biografia
Julia Prinsep Jackson nacque da John Jackson (1804-1887) e da Maria "Mia" Theodosia Pattle (1818-1892). Julia aveva due sorelle ed un fratello più grandi: Adeline Maria, Mary Louisa e George Corrie. John Jackson era il terzo figlio di George Jackson e di Mary Howard.

### La famiglia Pattle
La madre, Maria Pattle, era figlia di James Peter Pattle (1775-1845) e di Adeline Marie de l'Etang (1793-1845); era la quinta di otto sorelle, note per la loro bellezza, la loro verve e la loro eccentricità, le sorelle Pattle. Le sorelle Pattle parlavano indostano (hindustani) fra di loro ed erano la celebre fotografa vittoriana Julia Margaret Cameron (Pattle) (1815-1879), Virginia Somers-Cocks (Pattle) (1827-1910), Adeline Maria Pattle (1812-1836), Maria "Mia" Theodosia Pattle (1818-1892), Sara Monckton Prinsep (Pattle) (1816-1887), Louisa Colebrooke Pattle (1821-1873), Eliza Ann Julia Pattle (morta a quattro anni;1814-1818), Sophia Ricketts Pattle (1829-1911) ed Harriet/Harriott Trevor Charlotte Pattle (morta a pochi mesi;1828-1828). I Pattle avevano anche avuto un figlio morto piccolo, James Rocke Mitford Pattle (1813-1813). La nonna materna delle ragazze, Thérèse Josephe Blin de Grincourt (madre di Adeline Marie de l'Etang), aveva qualche lontana origine bengalese.

### Vita in inghilterra
La famiglia torna in Inghilterra quando Julia ha due anni, dove sposa, qualche anno più tardi, Herbert Duckworth. Rimasta vedova, in seguito conosce Leslie Stephen, anch'egli vedovo e con una figlia (Laura Makepeace Stephen, 1870-1945); i due si sposano ed hanno quattro figli.
Julia fu una modella di Edward Burne-Jones, pittore preraffaellita, ma posò soprattutto per la zia fotografa Julia Margaret Cameron.
Julia morì il 5 maggio 1895 a casa sua di insufficienza renale dovuta all'influenza all'età di quarantanove anni.

## Vita privata
Julia si sposò con Herbert Duckworth (1833-1870), un avvocato, il 4 maggio 1867 a Frant in Inghilterra. Dalla loro unione nacquero due figli ed una figlia: George Herbert Duckworth (1868-1934), Stella Duckworth (1869-1897) e Gerald de l'Etang Duckworth (1870-1937). Il loro terzo figlio Gerald nacque sei settimane dopo la morte prematura di suo padre nel settembre 1870, a trentasette anni, per un ascesso interno non diagnosticato. Attraversò anni di profondo lutto. Julia, dopo un lungo periodo di amicizia e di supporto nei suoi confronti ed una proposta di matrimonio rifiutata, sposò il critico letterario e biografo Leslie Stephen (1832-1904), conosciuto attraverso l'amica comune Anne "Anny" Thackeray (figlia di William Makepeace Thackeray). Leslie era anch'egli vedovo ed aveva una figlia, Laura Makepeace Stephen (1870-1945), avuta dalla prima moglie Harriet Marian "Minny" Thackeray, sorella minore di Anny. I due si sposarono il 26 marzo 1878. Ebbero inizialmente una figlia, Vanessa "Nessa" Stephen (1879-1961). A causa della cattiva efficacia dei metodi di contraccezione dell'epoca gli nacquero un'altra figlia e due figli: Julian Thoby Stephen (1880-1906), Adeline Virginia Stephen (1882-1941) ed Adrian Stephen (1883-1948).